# 丙卡西酮
丙卡西酮或丙基卡西酮是一种有机化合物，化学式为C12H17NO。它是一种兴奋剂和狡詐家藥物，可归属为苯丙胺或卡西酮衍生物。它作为多巴胺再攝取抑制劑及释放剂无作用。它在2015年被欧洲视作新型狡詐家藥物。